# CFBDS J005910.83-011401.3
CFBDS J005910.83-011401.3 – brązowy karzeł odkryty w 2008 roku. Położony około 42 lata świetlne od Ziemi jest jednym z najzimniejszych znanych brązowych karłów – temperatura jego powierzchni wynosi około 620 K (czyli 348 °C, w momencie jego odkrycia był najzimniejszym znanym obiektem tego typu). Jego masa wynosi pomiędzy 15 a 30 mas Jowisza.
Zaliczany był do nieoficjalnego wówczas typu widmowego Y, choć późniejsze prace klasyfikują go jako T8.5 lub T9 z racji podobieństwa spektrum do innych chłodnych karłów metanowych.